# Mikhaïl Bakhtine
 (décembre 2021).
Mikhaïl Mikhaïlovitch  Bakhtine (16 ou 17 novembre 1895 à Orel, Empire russe – 7 mars 1975 à Moscou, Union soviétique) est un historien et théoricien russe de la littérature. Bakhtine s'est également intéressé à la psychanalyse, à l'esthétique et à l'éthique, et a été un précurseur de la sociolinguistique.
Il  est connu pour ses travaux sur la littérature et, plus spécifiquement, sur le roman. Intéressé par les travaux des formalistes russes, il souligne les limites de leurs méthodes. Il développe notamment  le concept de dialogisme, notion d'intertextualité, et de polyphonie dans le champ littéraire. Ses travaux publiés après sa mort, lui valent une reconnaissance tardive, mais deviennent influents dans l'analyse de la littérature contemporaine.

## Biographie
Très peu d'informations sur les origines et la jeunesse de Mikhaïl Bakhtine nous sont parvenues. On sait toutefois qu'il a suivi les cours (sans doute en auditeur libre) de Boris Warneke à Odessa. Protégé par ses amis plus âgés Pavel Medvedev et Valentin Volochinov, il commence une carrière d'enseignant à Vitebsk en 1920-1921.
Il retourne ensuite à Léningrad et s'intéresse à l'Institut d'Histoire de l'Art, un haut lieu du formalisme russe. Il publie ses premières études littéraires. Ses amis Volochinov et Medvedev publient trois livres (Le Freudisme et Marxisme et philosophie du langage pour le premier, La Méthode formelle en littérature pour le second) dont on a pu penser que Bakhtine lui-même les avait écrits, mais cette hypothèse est aujourd'hui fortement controversée.
La période de relative liberté intellectuelle durant la NEP prend fin avec l'arrivée de Staline au pouvoir en 1922. En 1924, Bakhtine déménage à Léningrad, où il occupe un poste à l'Institut d'histoire. Il rédige une importante étude sur Le problème du contenu, du matériau et de la forme dans l'œuvre littéraire, mais la revue qui devait le publier cesse d'exister. Cet ouvrage ne sera publié que 51 ans plus tard dans son ouvrage Esthétique et théorie du roman en 1975 à Moscou puis en France en 1978.
En 1929-1930, Bakhtine, qui fréquente assidûment des cercles mystiques orthodoxes, est accusé d'activités subversives anti-soviétiques et assigné à résidence comme comptable dans un kolkhoze de Kostanaï, au Kazakhstan. Il évite d'être déporté au Goulag grâce à l'intercession de Volochinov et de Medvedev auprès du commissaire du peuple à l'Instruction Anatoli Lounatcharski.[source insuffisante] 
À l'issue de sa peine, en 1936, il lui est interdit, comme à tous les anciens condamnés, de résider à Moscou ou à moins de cent kilomètres de cette ville. Nommé professeur dans un collège, il continue à publier dans un relatif anonymat. Une ostéomyélite chronique l'oblige à subir une amputation de la jambe.
En 1940, et jusqu'à la fin de la Seconde Guerre mondiale, il vit à Moscou. Il dépose sa thèse sur François Rabelais à l'Institut Gorki de littérature mondiale en vue d'obtenir un diplôme d'études supérieures. Cette thèse divise les experts et le titre de docteur lui est finalement refusé. Invité à Saransk, Bakhtine devient directeur du département de Littérature à l'Institut pédagogique de Mordovie. En 1957, il devient directeur de la section de littérature russe et étrangère à l'université de Saransk. En 1961, la dégradation de sa santé l'oblige à prendre sa retraite et il finit par s'installer à Moscou en 1969, où il meurt en 1975. Il est inhumé au cimetière de la Présentation (Moscou). Son épouse Elena est décédée en 1971 à 71 ans.
En 1970, la traduction française de son livre sur Rabelais commence de le faire connaître en France. Elle est suivie de la traduction de nombreuses œuvres posthumes.

## Principaux apports
Prenant position par rapport au formalisme russe, Bakhtine publie en 1924 une réflexion sur le contenu, le matériau et la forme de l'œuvre littéraire. Cette réflexion vise à établir que le roman, microcosme de langages divers, est le seul genre littéraire qui soit en contact avec la réalité. Bakhtine annonce la sémiotique contemporaine et la poétique sociologique dans le cadre d'une science générale des idéologies. Outre le dialogisme, il développe le concept de  la polyphonie et l'écriture carnavalesque dans Problème de la poétique de Dostoïevski paru en 1963 est réédité en russe, puis traduit en français en 1970. Les formalistes privilégiaient le contenu de l'œuvre, sa relation avec d'autres œuvres, ce que réfute Bakhtine qui ne veut pas que l'œuvre soit uniquement un matériau ; pour lui, c'est une rencontre orchestrée par l'auteur entre langage, forme et contenu. La littérature est pour lui un mode d'expression singulier décidé par un sujet qui a une histoire, une idéologie, un imaginaire.
- Dialogisme et polyphonie romanesque et hétéroglossie
  - Le critique André Belleau propose de regrouper sous le terme de multiple « certains grands textes qui se répondent curieusement malgré des différences profondes d'inspiration et de vision et à propos desquels on a coutume d'employer des termes comme polyphonie, plurivalence, hétérogénéité, qualité kaléidoscopique ou contrapunctique[2].».
- Notion de chronotope : selon Bakhtine, un incipit de roman a pour but de faire connaitre le chronotope, c'est-à-dire le lieu, le temps de l'action, ainsi que l'univers de personnages créé par le romancier.
- Philosophie du rire, moyen d'embrasser la totalité de l'existence, notion de carnavalesque
- Il a influencé la théorie du langage de certaines féministes, notamment Monique Wittig et Julia Kristeva. Il a aussi influencé Tzvetan Todorov.

## Controverses
En 2011, Jean-Paul Bronckart, Cristian Bota de l'Université de Genève, publie Bakhtine démasqué. Histoire d’un menteur, d’une escroquerie et d’un délire collectif qui accuse Bakhtine d’avoir menti sur l’auctorialité de ses textes, les conditions de leurs rédactions en revendiquant certains écrits au détriment de Pavel Medvedev et de Valentin Volochinov, mais aussi sur le contenu de son cursus scientifique. Il dénonce également la communauté scientifique dont principalement  Vjačeslav Ivanov et  Tzvetan Todorov d’avoir « icônisé » Mikhaïl Bakhtine en développant un culte autour de ses travaux scientifiques. À la suite de cette parution, les auteurs font l'objet de critiques dont notamment d’avoir écrit cet ouvrage pour dévaloriser une ligne de pensée qui serait concurrente au mouvement scientifique auquel ils appartiennent soit l'interactionnisme sociodiscursif, d’avoir appliqué une analyse partielle (par exemple en omettant l’ouvrage L’œuvre de François Rabelais) et n'avoir travaillé que sur des textes traduits en français et en italien et non sur la langue originelle (russe).

## Œuvres
- 1929 : Problèmes de la poétique de Dostoïevski (publié après son arrestation)
- 1965 : L'œuvre de François Rabelais et la culture populaire au Moyen Âge et sous la Renaissance

Publications posthumes :
- 1978 : Esthétique et théorie du roman, Gallimard
- 1984 : Esthétique de la création verbale, Gallimard
- 2003 : Pour une philosophie de l'acte, Éditions L'Âge d'Homme.